# Acubens
Acubens (α Cnc / α Cancri / 65 Cancri) es un sistema estelar situado en la constelación de Cáncer cuyo nombre deriva de la palabra árabe الزبانى Az-Zubana que significa «pinza» -del cangrejo-. Sertan o Sartan son nombres utilizados también para designar a este sistema. De magnitud aparente +4,25 es solo la cuarta estrella más brillante de Cáncer pese a poseer la denominación de Bayer Alfa. Se encuentra a 174 años luz del sistema solar.
La componente principal del sistema, Acubens A, es a su vez una estrella binaria —la duplicidad descubierta por ocultación por la Luna— cuyas componentes están separadas 0,1 segundos de arco. Las dos son estrellas prácticamente idénticas, presumiblemente estrellas blancas de la secuencia principal de tipo Am; la m indica que son estrellas con líneas metálicas. Cada una de las estrellas es 23 veces más luminosa que el Sol con una masa que duplica la masa solar.
A 11 segundos de arco, Acubens B se puede ver como una estrella de magnitud 12. A su vez es un sistema binario del que nada se sabe salvo su duplicidad. Si las dos componentes de Acubens B son iguales, pueden ser dos enanas rojas tenues. Acubens A y Acubens B se encuentran separadas al menos 600 UA.